# North Melbourne Kangaroos
North Melbourne Kangaroos är en professionell australisk fotbollsklubb från Melbourne, Victoria. Klubben tävlar i Australian Football League.

## Klubblåt
| Engelsk originaltext | Svensk översättning |
| --- | ------------------- |
| Hearts to hearts and hands to hands, Beneath the blue and white we stand, We shout, God bless our native land North Melbourne, North Melbourne. Out we come, out we come, out we come to play, We train so hard, we play the game, we must win every day. Lots of fun, heaps of fun, enjoy yourself today, North Melbourne's boys are hard to beat, when they come out to play. So join in the chorus and sing it one and all, Join in the chorus, North Melbourne's on the ball. Good old North Melbourne, they're champions you'll agree, North Melbourne is the team that plays to win for you and me! |                     |